# Hong Kun-pyo
Hong Kun-pyo (* 21. März 1965) ist ein ehemaliger südkoreanischer Skilangläufer.

## Werdegang
Hong startete international erstmals bei den nordischen Skiweltmeisterschaften 1985 in Seefeld in Tirol. Dort belegte er den 77. Platz über 15 km und den 72. Rang über 30 km. Anfang März 1986 holte er bei den Winter-Asienspielen in Sapporo die Silbermedaille mit der Staffel. Bei den Olympischen Winterspielen 1988 in Calgary, wo er bei der Eröffnungsfeier Fahnenträger für Südkorea war, kam er auf den 73. Platz über 30 km klassisch, auf den 71. Rang über 15 km klassisch und auf den 51. Platz über 50 km Freistil. Zusammen mit Cho Sung-hoon, Park Ki-ho und Jun Jeung-hae errang er dort den 15. Platz in der Staffel. Im folgenden Jahr lief er bei den nordischen Skiweltmeisterschaften in Lahti auf den 69. Platz über 15 km Freistil und auf den 59. Rang über 15 km klassisch. Bei den Winter-Asienspielen 1990 in Sapporo gewann er erneut die Silbermedaille mit der Staffel. Seine letzten internationalen Rennen absolvierte er bei den nordischen Skiweltmeisterschaften 1991 im Val di Fiemme. Dort belegte er den 74. Platz über 10 km klassisch, den 52. Rang über 15 km Freistil und den 43. Platz 69. Platz über 50 km Freistil.